# Dampierre-sur-le-Doubs
Dampierre-sur-le-Doubs è un comune francese di 515 abitanti situato nel dipartimento del Doubs nella regione della Borgogna-Franca Contea.

## Società

### Evoluzione demografica
Abitanti censiti